# Хмелинка (село)
Хмелинка — село в Кирсановском районе Тамбовской области России. Входит в состав Ковыльского сельсовета.

## География
Село находится в восточной части Тамбовской области, в лесостепной зоне, в пределах Окско-Донской равнины, на берегах реки Хмелинка, на расстоянии примерно 16 км (по прямой) к западу от города Кирсанов, административного центра района. Абсолютная высота — 194 м над уровнем моря.
Часовой пояс
Село Хмелинка, как и вся Тамбовская область, находится в часовой зоне МСК (московское время). Смещение применяемого времени относительно UTC составляет +3:00.

## История
По данным 1926 года имелось 457 хозяйств и проживало 2530 человек (1250 мужчин и 1280 женщин). В административном отношении деревня входила в состав Иноковской волости Кирсановского уезда Тамбовской губернии.

## Население
| 2010 |
| ---- |
| 104  |

Половой состав
По данным Всероссийской переписи населения 2010 года, в гендерной структуре населения мужчины составляли 49 %, женщины — соответственно 51 %.
Национальный состав
Согласно результатам переписи 2002 года, в национальной структуре населения русские составляли 88 % из 239 чел.

## Улицы
| - ул. Заречная, - ул. Ивановская, - ул. Луговая, | - ул. Овражная, - ул. Первомайская, - ул. Центральная. |